# Обчислення

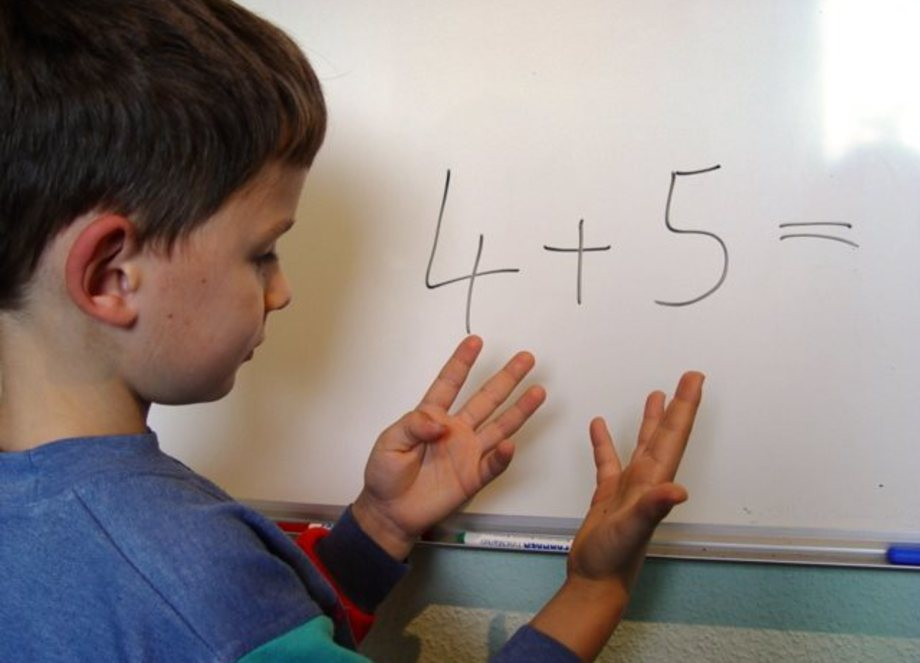
Дитина виконує розрахунки за допомогою пальців

Обчи́слення, розраху́нок (англ. calculcation) — процес отримання якого-небудь результату за допомогою дій над числами. Виконання обчислень вивчає арифметика. Для допомоги при обчисленнях може використовуватись Excel, калькулятор, рахівниця, пальці, камінці та інші інструменти. Якщо допоміжні засоби не використовуються, то обчислення називаються усними.